# 371 a.C.

## Eventos
- A partir de 376 a.C. os tribunos da plebe Caio Licínio Estolão e Lúcio Sêxtio Laterano passam a vetar as eleições para todas as magistraturas em Roma, interrompendo as eleições até 370 a.C..
- Batalha de Leuctra garante a hegemonia de Tebas entre os estados gregos até o anos de 362 a.C.
- Agesípolis II foi feito rei de Esparta, m. 370 a.C..

## Mortes
- Cleômbroto I, rei de Esparta.